# محمد بن أبي سعيد بن عقيل
محمد بن أبي سعيد بن عقيل ربما كان عمره سبع سنوات فقط، كان من بين شهداء بني هاشم في معركة كربلاء، والده أبو سعيد بن عقيل، واسم أمه فاطمة.

## الاسم
وقد ذكر بعض علماء الشيعة من رجال الدين أن اسمه محمد بن سعيد وسجله آخرون باسم محمد بن أبي سعد، ولكن بعضهم اعتبر أبا سعيد كنية عبد الله بن عقيل، صحابي آخر للحسين [الإنجليزية] واعتبروا احتمال أن يكون محمد بن سعيد هو نفسه محمد بن عبد الله بن عقيل.

## في معركة كربلاء
وبعد استشهاد الحسين بن علي خرج الطفل محمد بن أبي سعيد بن عقيل من الخيام ونظر حوله قلقًا وخوفًا. فهاجمه أحد جنود عمر بن سعد، يُقال له لقيط بن إياس (ناشر) الجهني، فقتله بضربة.
وقد جاء في زيارة الشهداء: "السلام على محمد بن أبي سعيد بن عقيل، ولعن الله قاتله لقيط بن ناشر الجهني"